# Jean Daillé

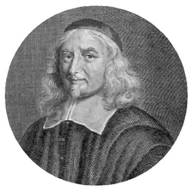
Jean Dallié.

Jean Daillé (latin Johannes Dallæus), född den 6 januari 1594 i Châtellerault, död den 15 april 1670 i Paris, var en fransk reformert teolog.
Daillé stod de franska reformertas främste ledare vid denna tid, Duplessis-Mornay, synnerligen nära. Han var en tid lärare för dennes sonsöner, blev sedan pastor först i Saumur, därefter i Charenton invid Paris samt gjorde sig där bemärkt både som vältalig predikant och som lärd och framgångsrik polemiker gentemot den romerska katolicismen. Hans mest berömda arbete torde vara Traité de l'employ des saints pères pour le jugement des différends qui sont aujourd'huy en la religion (1632).